# Ana Chumachenco

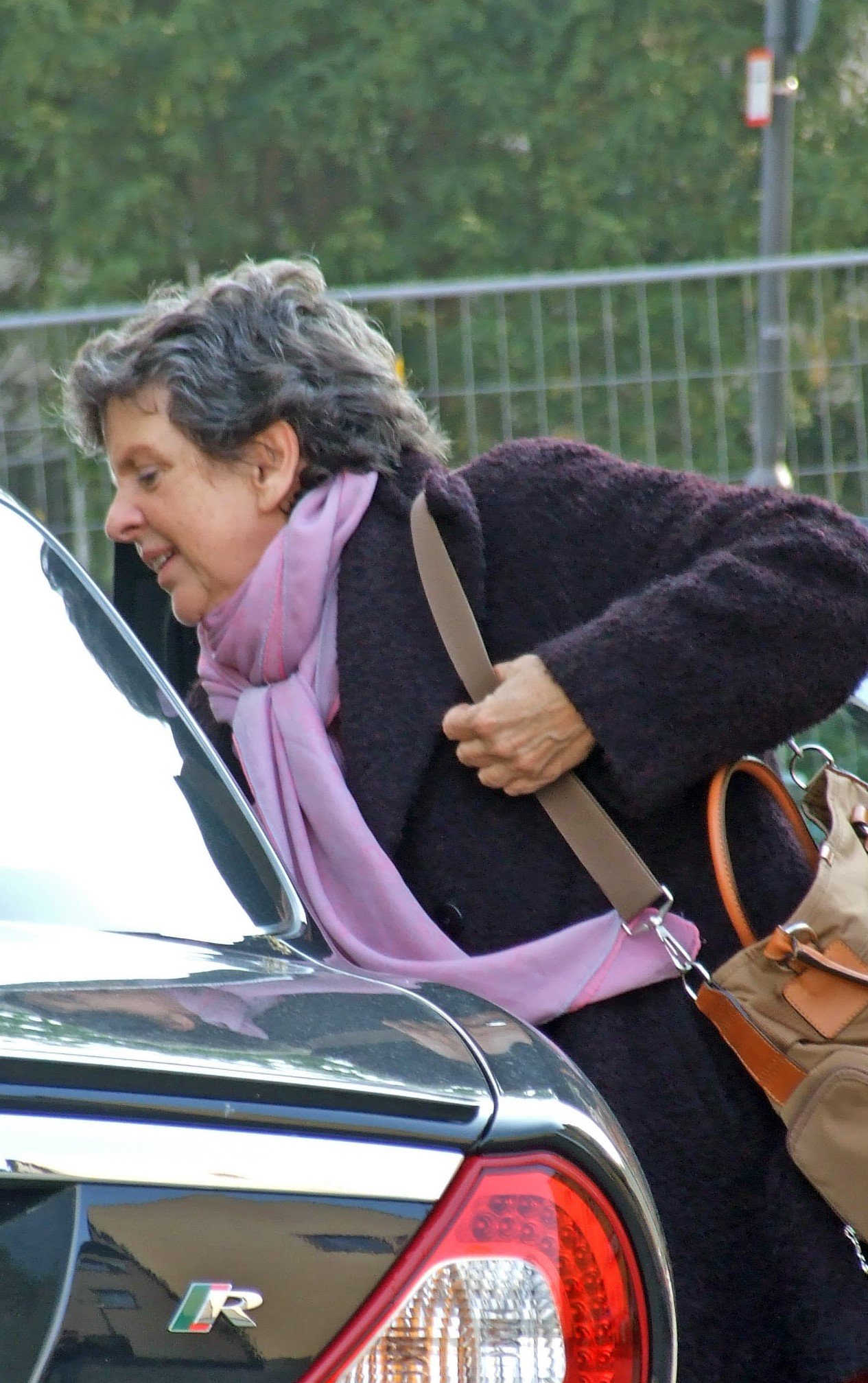
Ana Chumachenco in Kronberg, 2009

Ana Chumachenco (* 1945 in Padua) ist eine argentinisch-deutsche Geigerin. Sie war Professorin für Violine an der Hochschule für Musik und Theater München.

## Leben
Chumachenco ist ukrainischer Abstammung, in Padua geboren und in Argentinien aufgewachsen. Den ersten Unterricht erhielt sie bei ihrem Vater Boris Chumachenco (* 1915), einem Schüler Leopold Auers. Sie selbst war in Buenos Aires Schülerin von Ljerko Spiller. Außerdem absolvierte sie Meisterkurse bei Sándor Végh, Yehudi Menuhin und Joseph Szigeti. 1972 gründete sie mit ihrem Ehemann Oscar Lysy, Bratsche, und Walter Nothas, Cello, das Münchner Streichtrio.
Von 1978 bis 1988 übernahm Chumachenco eine Gastprofessur an der Menuhin-Akademie in Gstaad. 1978 gründete sie zusammen mit ihrem Ehemann sowie dem Musiker-Ehepaar Touty Hunziker-Druey und Robert Hunziker in Graubünden das Musikfestival „Domleschger Sommerkonzerte“.
Seit 1988 lehrte Chumachenco an der Hochschule für Musik und Theater München. Zu den prominenten Absolventinnen ihrer Klasse zählen Sonja Korkeala, die von 1993 bis 2003 Chumachencos Assistentin war, Julia Fischer, die 2011 ihre Nachfolgerin wurde, Veronika Eberle, Susanna Yoko Henkel, Arabella Steinbacher, Lisa Batiashvili, Rudens Turku und Linus Roth. Chumachenco hat regelmäßig Meisterkurse gegeben. Seit 2008 ist sie Professorin des Studiengangs Kronberg Academy Masters der Kronberg Academy. Seit 2010 unterrichtet sie zudem an der Escuela Superior de Música Reina Sofía, einer privaten Musikhochschule in Madrid.
Der Geiger Nicolas Chumachenco (* 1944) ist ein Bruder von Ana Chumachenco, der Pianist Eric Chumachenco (* 1964) ihr Neffe.

## Auszeichnungen
- Siegerin des Carl-Flesch-Wettbewerbs in London
- Preisträgerin des Concours Reine Elisabeth in Brüssel
- 2006: Kulturpreis Bayern – Sonderpreis des Bayerischen Ministeriums für Wissenschaft, Forschung und Kunst
- 2007: Bundesverdienstkreuz am Bande
- 2020: Bayerischer Musikpreis, Sonderpreis
- 2023: Bayerischer Verdienstorden[9]